# Roberto Faenza
Pour les articles homonymes, voir Faenza (homonymie).
Roberto Faenza est un réalisateur et scénariste italien né le 21 février 1943 à Turin.

## Biographie
De mère juive, il déclare dans une interview à Alain Elkann qu'il est athée : « Je suis né dans une cave à Turin en 1943 et Primo Levi était un cousin germain de ma mère. Ils m'ont baptisé pour me protéger, mais maintenant je suis athée ».
En 1965, il obtient son diplôme de metteur en scène au Centro sperimentale di cinematografia à Rome. Après quelques expériences dans le documentaire, il réalisé en 1968 son premier long métrage avec Escalation, un film qui obtient un grand succès en Italie et à l'international. À travers la relation entre un père bourgeois et son fils hippie, le film est une satire grotesque et amère de la société de consommation contemporaine. Le film a eu de nombreux problèmes de censure pour certaines de ses scènes considérées comme osées et cela a valu à Faenza la réputation d'un réalisateur rebelle ; reputation qui s'est encore accrue avec son film suivant, H2S, dont l'intrigue dans une université futuriste totalitaire est une métaphore sur la violence du pouvoir. Plusieurs critiques ont depuis fait le lien entre les thèmes explorés dans ce film et Orange mécanique, sorti deux ans plus tard,. H2S est particulièrement critiqué, au moment de sa sortie, pour son caractère violent et dramatique. Le film a été saisi par la justice romaine quelques jours après sa sortie et n'est plus jamais sorti en salles depuis. Faenza est connu pour répéter une de ses phrases fétiches qui sous-tend son travail : « J'aime donner la parole à ceux qui n'ont pas eu la parole ». Après ces deux expériences malheureuses avec la censure italienne, Faenza s'expatrie un temps aux États-Unis. Muni de son diplôme en science politique qu'il a obtenu en 1970 à l'université de Pavie, il se rend à Washington (district de Columbia) pour enseigner la communication de masse au Federal City College.
En 1978, il réalise le documentaire Forza Italia, une satire féroce du parti démocrate-chrétien italien qui couvre 30 ans de l'histoire italienne d'après-guerre. Malgré le succès public, le film est retiré des salles à la demande du ministère de l'Intérieur le 16 mars 1978, le jour où Aldo Moro, président du conseil national de la Démocratie chrétienne, est enlevé par les Brigades rouges. Le film restera interdit pendant 15 ans. Aldo Moro lui-même, dans le mémoire écrit de sa main pendant son emprisonnement peu de temps avant son assassinat le 9 mai, recommande à tous le visionnage de Forza Italia afin de se rendre compte du manque de scrupules de la classe politique de l'époque,.
En 1980, Faenza choisit comme sujet le parti communiste dans son film Si salvi chi vuole. Considéré comme un metteur en scène politiquement dérangeant en Italie, Faenza est contraint d'aller à l'étranger pour financer ses films. En 1983, il filme À couteau tiré à New York avec Nicole Garcia, Harvey Keitel et Johnny Rotten, le membre des Sex Pistols.

## Filmographie
- 1964 : Dopo il buio (court-métrage)
- 1968 : Escalation
- 1969 : H2S
- 1978 : Forza Italia (documentaire)
- 1980 : Si salvi chi vuole
- 1983 : À couteau tiré (Copkiller)
- 1991 : Mio caro dottor Gräsler
- 1993 : Années d'enfance (Jona che visse nella balena)
- 1996 : Pereira prétend (Sostiene Pereira)
- 1997 : La Vie silencieuse de Marianna Ucria (Marianna Ucrìa)
- 1999 : L'amante perduto (it)
- 2002 : L'Âme en jeu (Prendimi l'anima)
- 2005 : Alla luce del sole
- 2005 : I giorni dell'abbandono
- 2007 : I Vicerè
- 2009 : Il caso dell'infedele Klara (it)
- 2011 : Silvio Forever (it) (documentaire)
- 2012 : Someday This Pain Will Be Useful to You
- 2014 : Anita B. (it)
- 2016 : La verità sta in cielo (it)
- 2022 : Hill of Vision - L'incredibile storia di Mario Capecchi (it)